# カルシウム感知受容体
カルシウム感知受容体(英: calcium-sensing receptor+CaSR)とは細胞外のカルシウムイオン濃度を感知するGタンパク質共役受容体。上皮小体において、カルシウム感知受容体は上皮小体ホルモンの分泌を調整することによってカルシウムの恒常性を制御する。

## 病状
カルシウム感知受容体が不活化する突然変異は家族性低カルシウム尿性高カルシウム血症(FHH)の原因となり、カルシウム感知受容体が活性化する突然変異は常染色体優性遺伝性低カルシウム血症の原因となる。選択的スプライスによる転写はカルシウム感知受容体の遺伝子から見つかっている1088アミノ酸により変化する。

## 治療への応用
シナカルセトはカルシウム感知受容体にアロステリックな修正を引き起こさせる。